# 罗伯特·凯勒
罗伯特·凯勒（英語：Robert Kaehler，1964年4月5日—），美国男子赛艇运动员。他曾代表美国参加1995年泛美运动会赛艇比赛，获得二枚金牌。他也参加了1992年、1996年和2000年夏季奥运会。